# Tōko Machida
Tōko Machida (待田堂子 Machida Tōko?) es una guionista de anime japonesa. Debutó como guionista en 2001 y en 2006 consiguió convertirse en guionista principal por primera vez con Ramen Fighter Miki. Desde Ramen Fighter Miki, ha escrito guiones para muchas obras, como Lucky☆Star, Show by Rock!!, y Deatte 5-byou de Battle.

## Trabajos

### Series de televisión
| Año  | Anime                                                                                                | Estudio                           | Funciones                                                     | Refs.         |
| ---- | --- | --------------------------------- | ------------------------------------------------------------- | ------------- |
| 2002 | Fortune Dogs                                                                                         | Vega Entertainment                | Guionista (#1-4, 8-9, 12, 14-15, 24-25, 36)                   | [ 2 ]         |
| 2003 | Wolf's Rain                                                                                          | Bones                             | Guionista (#22)                                               | [ 3 ]         |
| 2004 | Saiyuki Reload Gunlock                                                                               | Pierrot                           | Guionista (#3, 7, 11, 19-20)                                  | [ 4 ]         |
| 2004 | Samurai Champloo                                                                                     | Manglobe                          | Guionista (#10)                                               | [ 5 ]         |
| 2006 | Muteki Kanban Musume                                                                                 | Telecom Animation Film            | Composición de la serie Guionista (#1, 4, 9, 11)              | [ 6 ]         |
| 2007 | Lucky☆Star                                                                                           | Kyoto Animation                   | Composición de la serie Guionista (#1-3, 9, 13, 17-18, 23)    | [ 7 ]         |
| 2008 | Allison & Lillia                                                                                     | Madhouse                          | Composición de la serie Guionista (#1-2, 13)                  | [ 7 ]         |
| 2008 | Stitch!                                                                                              | Madhouse                          | Guionista (#17, 21)                                           | [ 8 ]         |
| 2009 | Tears to Tiara                                                                                       | White Fox                         | Composición de la serie Guionista (#1, 5-6, 15, 19, 26)       | [ 7 ]         |
| 2009 | GA Geijutsuka Art Design Class                                                                       | AIC Plus+                         | Composición de la serie Guionista (#1-12)                     | [ 9 ]         |
| 2009 | Anyamal Tantei Kiruminzoo                                                                            | Satelight                         | Guionista (#16, 21, 28, 32, 35, 44)                           | [ 10 ]        |
| 2010 | Rose O'Neill Kewpie                                                                                  | TMS Entertainment                 | Guionista (#6, 12, 21)                                        | [ 11 ]        |
| 2010 | Ōkami Kakushi                                                                                        | AIC                               | Composición de la serie Guionista (#1-7, 11-12)               | [ 12 ]        |
| 2010 | Seikon no Qwaser                                                                                     | Hoods Entertainment               | Guionista (#7, 10, 15, 18-19)                                 | [ 13 ]        |
| 2010 | Katanagatari                                                                                         | White Fox                         | Guionista (#4, 8-9)                                           | [ 14 ]        |
| 2010 | Amagami SS                                                                                           | AIC                               | Guionista (#5-12, 17-20)                                      | [ 15 ]        |
| 2010 | Kuragehime                                                                                           | Brain's Base                      | Guionista (#4, 7, 9)                                          | [ 16 ]        |
| 2011 | Kore wa Zombie Desu ka?                                                                              | Studio Deen                       | Guionista (#3, 7, 9-10, 13)                                   | [ 17 ]        |
| 2011 | Sengoku Otome: Momoiro Paradox                                                                       | TMS Entertainment                 | Composición de la serie Guionista (#1-2, 6, 13)               | [ 12 ]        |
| 2011 | Seikon no Qwaser II                                                                                  | Hoods Entertainment               | Guionista (#10)                                               | [ 18 ]        |
| 2011 | The iDOLM@STER                                                                                       | A-1 Pictures                      | Composición de la serie Guionista (#1-4, 6, 13-14, 21, 25)    | [ 19 ]        |
| 2011 | Nekogami Yaoyorozu                                                                                   | AIC Plus+                         | Composición de la serie Guionista (#1-2, 4, 10-12)            | [ 20 ]        |
| 2012 | Amagami SS+ Plus                                                                                     | AIC                               | Guionista (#3-4, 7)                                           | [ 21 ]        |
| 2012 | Uchū Kyōdai                                                                                          | A-1 Pictures                      | Guionista (#9, 12, 15, 20)                                    | [ 22 ]        |
| 2012 | Kore wa Zombie Desu ka? of the Dead                                                                  | Studio Deen                       | Guionista (#0, 2, 6, 11)                                      | [ 23 ]        |
| 2012 | Sengoku Collection                                                                                   | Brain's Base                      | Guionista (#2, 7, 14, 18, 24)                                 | [ 24 ]        |
| 2012 | Haiyore! Nyaruko-san                                                                                 | Xebec                             | Guionista (#4-5, 9)                                           | [ 25 ]        |
| 2012 | Tsuritama                                                                                            | A-1 Pictures                      | Guionista (#5, 10)                                            | [ 26 ]        |
| 2012 | Rinne no Lagrange Season 2                                                                           | Xebec                             | Guionista (#3, 7, 9)                                          | [ 27 ]        |
| 2012 | Yu☆Gi☆Oh! Zexal Second                                                                               | Gallop                            | Guionista (#17, 22, 32-33)                                    | [ 28 ]        |
| 2013 | Amnesia                                                                                              | Brain's Base                      | Composición de la serie Guionista (#1-12)                     | [ 19 ]        |
| 2013 | Hataraku Maō-sama!                                                                                   | White Fox                         | Guionista (#4, 8, 10)                                         | [ 29 ]        |
| 2013 | Karneval                                                                                             | Manglobe                          | Composición de la serie Guionista (#1-2, 4-6, 11-13)          | [ 19 ]        |
| 2013 | Yahari Ore no Seishun Love Come wa Machigatteiru                                                     | Brain's Base                      | Guionista (#1-3, 5)                                           | [ 30 ]        |
| 2014 | Wake Up, Girls!                                                                                      | Ordet Tatsunoko Production        | Composición de la serie Guionista (#1-12)                     | [ 31 ]        |
| 2014 | Inari, Konkon, Koi Iroha                                                                             | Production IMS                    | Composición de la serie Guionista (#1, 3, 9-10)               | [ 20 ]        |
| 2014 | Hitsugi no Chaika                                                                                    | Bones                             | Composición de la serie Guionista (#1-4, 8-9)                 | [ 32 ]        |
| 2014 | Akame ga Kill!                                                                                       | White Fox                         | Guionista (#6, 9, 13, 15, 17, 21)                             | [ 33 ]        |
| 2014 | Dramatical Murder                                                                                    | NAZ                               | Composición de la serie Guionista (#1-2, 4-10, 11-12)         | [ 34 ]        |
| 2014 | Hitsugi no Chaika: Avenging Battle                                                                   | Bones                             | Composición de la serie Guionista (#1-2, 6-10)                | [ 35 ]        |
| 2015 | Nagato Yuki-chan no Shōshitsu                                                                        | Satelight                         | Composición de la serie Guionista (#1-5, 9, 13, 15-16)        | [ 36 ]        |
| 2015 | Arslan Senki                                                                                         | Liden Films Sanzigen              | Guionista (#4)                                                | [ 37 ]        |
| 2015 | Show by Rock!!                                                                                       | Bones                             | Guionista (#1-8)                                              | [ 38 ]        |
| 2016 | Endride                                                                                              | Brain's Base Lapin Track          | Composición de la serie Guionista (#1-3, 5, 11-13, 18, 23-24) | [ 38 ]        |
| 2016 | Kuromukuro                                                                                           | P.A. Works                        | Guionista (#4, 10-11, 18)                                     | [ 39 ]        |
| 2016 | Arslan Senki: Fūjin Ranbu                                                                            | Liden Films Sanzigen              | Guionista (#6)                                                | [ 40 ]        |
| 2016 | Show By Rock!! Short!!                                                                               | Bones                             | Composición de la serie Guionista (#1-12)                     | [ 41 ]        |
| 2017 | Chain Chronicle: Haecceitas no Hikari                                                                | Telecom Animation Film Graphinica | Composición de la serie Guionista (#1-3, 6, 8, 12)            | [ 42 ]        |
| 2017 | Kono Subarashii Sekai ni Shukufuku wo! 2                                                             | Studio Deen                       | Guionista (#5, 7, 11)                                         | [ 43 ]        |
| 2017 | Roku de Nashi Majutsu Kōshi to Akashic Records                                                       | Liden Films                       | Composición de la serie Guionista (#1)                        | [ 44 ]        |
| 2017 | Dive!!                                                                                               | Zero-G                            | Composición de la serie Guionista (#1-2, 4-5, 7, 9, 11-12)    | [ 45 ]        |
| 2017 | Centaur no Nayami                                                                                    | Haoliners Animation League        | Composición de la serie Guionista (#1-2, 4-10, 11-12)         | [ 46 ]        |
| 2018 | Karakai Jōzu no Takagi-san                                                                           | Shin-Ei Animation                 | Guionista (#3, 6, 11)                                         | [ 47 ]        |
| 2018 | Comic Girls                                                                                          | Nexus                             | Guionista (#2, 6, 9, 11)                                      | [ 48 ]        |
| 2018 | Caligula                                                                                             | Satelight                         | Composición de la serie Guionista (#1, 6, 10, 12)             | [ 49 ]        |
| 2018 | Harukana Receive                                                                                     | C2C                               | Composición de la serie Guionista (#1-12)                     | [ 50 ]        |
| 2018 | Happy Sugar Life                                                                                     | Ezo'la                            | Composición de la serie Guionista (#1-3, 6, 11-12)            | [ 51 ]        |
| 2019 | Sōnan desu ka?                                                                                       | Ezo'la                            | Composición de la serie Guionista (#1-12)                     | [ 52 ]        |
| 2019 | Kemono Michi                                                                                         | ENGI                              | Composición de la serie Guionista (#1-2, 5-6, 11-12)          | [ 53 ]        |
| 2019 | Viajes Pokémon                                                                                       | OLM                               | Guionista (#9)                                                | [ 54 ]        |
| 2020 | Runway de Waratte                                                                                    | Ezo'la                            | Composición de la serie Guionista (#1-3, 10-12)               | [ 55 ]        |
| 2020 | Tamayomi                                                                                             | Studio A-Cat                      | Composición de la serie Guionista (#1-3, 10-12)               | [ 56 ]        |
| 2020 | Iwa Kakeru! Climbing Girls                                                                           | Blade                             | Composición de la serie Guionista (#1, 11-12)                 | [ 57 ]        |
| 2020 | Maesetsu!                                                                                            | Studio Gokumi AXsiZ               | Composición de la serie Guionista (#1-2, 4-5, 8-9, 11-12)     | [ 58 ]        |
| 2021 | Show by Rock!! Stars!!                                                                               | Kinema Citrus                     | Composición de la serie Guionista (#1, 4, 7, 12)              | [ 59 ]        |
| 2021 | Uramichi Oniisan                                                                                     | Studio Blanc                      | Composición de la serie Guionista (#1-2, 5, 11, 13)           | [ 60 ]        |
| 2021 | Deatte 5-byou de Battle                                                                              | SynergySP Vega Entertainment      | Composición de la serie Guionista (#1-2, 5-6, 9-12)           | [ 61 ]        |
| 2021 | PuraOre! Pride of Orange                                                                             | C2C                               | Composición de la serie Guionista (#1-12)                     | [ 62 ]        |
| 2022 | Uchi no Shishō wa Shippo ga Nai                                                                      | Liden Films                       | Composición de la serie Guionista (#1, 4, 7, 12-13)           | [ 63 ]        |
| 2022 | Nōmin Kanren no Skill Bakka Agetetara Nazeka Tsuyoku Natta                                           | Studio A-Cat                      | Composición de la serie Guionista (#1, 4, 6-7, 12)            | [ 64 ]        |
| 2023 | Isekai Nonbiri Nōka                                                                                  | Zero-G                            | Composición de la serie Guionista (#3-4, 7, 10-11)            | [ 65 ]        |
| 2023 | Saikyō Onmyōji no Isekai Tenseiki                                                                    | Studio Blanc                      | Composición de la serie Guionista (#1-13)                     | [ 66 ]        |
| 2023 | Toaru Ossan no VRMMO Katsudōki                                                                       | Maho Film                         | Composición de la serie Guionista (#1-2, 9, 12)               | [ 67 ]        |
| 2024 | Loop 7-kaime no Akuyaku Reijō wa, Moto Tekikoku de Jiyū Kimama na Hanayome Seikatsu wo Mankitsu Suru | Studio Kai HORNETS                | Composición de la serie Guionista (#1-3, 10-12)               | [ 68 ]        |
| 2024 | Vampire Dormitory                                                                                    | Studio Blanc                      | Composición de la serie Guionista (#1-3, 11-12)               | [ 69 ]        |
| 2024 | Maō-gun Saikyō no Majutsushi wa Ningen Datta                                                         | Studio A-Cat                      | Composición de la serie Guionista (#1, 11-12)                 | [ 70 ]        |
| 2025 | Fugūshoku (Kanteishi) ga Jitsu wa Saikyō Datta                                                       | Okuruto Noboru                    | Composición de la serie Guionista (#1-2, 4, 6, 8-9, 11-12)    | [ 71 ]        |
| 2025 | Shin Samurai-den Yaiba                                                                               | Wit Studio                        | Composición de la serie                                       | [ 72 ] [ 73 ] |
| 2025 | The Beginning After the End                                                                          | Studio A-Cat                      | Guionista (#6, 8, 11)                                         | [ 74 ]        |
| 2025 | Ame to Kimi to                                                                                       | Lesprit                           | Composición de la serie                                       | [ 75 ]        |
| 2025 | Tomodachi no Imōto ga Ore ni Dake Uzai                                                               | Blade                             | Composición de la serie                                       | [ 76 ] [ 77 ] |
| 2025 | Shabake                                                                                              | Bandai Namco Pictures             | Composición de la serie                                       | [ 78 ]        |
| 2025 | Tōjima Tanzaburō wa Kamen Rider ni Naritai                                                           | Liden Films                       | Composición de la serie                                       | [ 79 ]        |
| 2026 | Kirei ni Shite Moraemasu ka                                                                          | Okuruto Noboru                    | Composición de la serie                                       | [ 80 ]        |
| —    | Chichi wa Eiyū, Haha wa Seirei, Musume no Watashi wa Tenseisha.                                      | J.C.Staff                         | Composición de la serie                                       | [ 81 ]        |

### Películas
| Año  | Anime                             | Estudio                    | Funciones | Refs.  |
| ---- | --------------------------------- | -------------------------- | --------- | ------ |
| 2014 | Wake Up, Girls! Shichinin no Idol | Ordet Tatsunoko Production | Guionista | [ 82 ] |
| 2023 | Pole Princess!! Movie             | Tatsunoko Production       | Guionista | [ 83 ] |

### ONAs
| Año  | Anime                               | Estudio               | Funciones                                                  | Refs.  |
| ---- | ----------------------------------- | --------------------- | ---------------------------------------------------------- | ------ |
| 2013 | Miyakawa-ke no Kūfuku               | Ordet Encourage Films | Composición de la serie                                    | [ 84 ] |
| 2019 | 7 Seeds                             | Gonzo                 | Composición de la serie Guionista (#1-3, 6-7, 12)          | [ 85 ] |
| 2019 | SD Gundam World: Sangoku Sōketsuden | Sunrise               | Estructura de la historia                                  | [ 86 ] |
| 2020 | 7 Seeds 2nds Season                 | Gonzo                 | Composición de la serie                                    | [ 87 ] |
| 2021 | Tenkū Shinpan                       | Zero-G                | Composición de la serie Guionista (#1-2, 5-6, 8-10)        | [ 88 ] |
| 2021 | SD Gundam World Heroes              | Sunrise               | Composición de la serie Guionista (#1, 4, 8, 12-16, 23-24) | [ 89 ] |
| 2022 | Pole Princess!!                     | Tatsunoko Production  | Guionista (#1-14)                                          | [ 90 ] |

### OVAs
| Año  | Anime                                       | Estudio             | Funciones        | Refs.  |
| ---- | ------------------------------------------- | ------------------- | ---------------- | ------ |
| 2005 | Boku wa Imōto ni Koi o Suru                 | Vega Entertainment  | Guionista        | [ 91 ] |
| 2008 | Lucky☆Star: Original na Visual to Animation | Kyoto Animation     | Guionista        | [ 92 ] |
| 2009 | Isekai no Seikishi Monogatari               | AIC Spirits BeSTACK | Guionista (#1-2) | [ 93 ] |